# Ostapkiwci (obwód chmielnicki)
Ostapkowce (ukr. Остапківці, pol. hist. Ostapkowce) – wieś na Ukrainie w rejonie gródeckim obwodu chmielnickiego; nad Smotryczem.

## Właściciele
Zuzanna z Felsztyna Herburtówna wniosła Ostapkowce w posagu w rodzinę Stadnickich wychodząc za mąż za Stanisława Stadnickiego. Właścicielem wsi był również Tadeusz Grabianka (1740-1807), starosta liwski. Ostatnimi właścicielami byli Zalescy herbu Dołęga.

## Zamek w Ostapkowcach
- we wsi istniał zamek Herburtów czy Stadnickich, który został rozebrany. Na jego miejscu Teresa ze Stadnickich Grabianka, starościna liwska, żona Tadeusza Grabianki,  wybudowała piętrowy pałac[2] z wykorzystaniem jego środkowej części dolnej kondygnacji, to jest klatki schodowej, sali ze stropem wspartym na filarach, kaplicy ze sklepieniami, zakrystii i paru mniejszych pokoi, istniejący w tej postaci do 1917 r.[4]. Obiekt otoczony był budynkami mieszkalnymi, oranżerią oraz ogrodami[2]. Od frontu pałac posiadał piętrowy ryzalit z wejściem głównym dzielony pilastrami zwieńczony trójkątnym frontonem.